# Valdemeca
Valdemeca és un municipi de la província de Conca a la comunitat autònoma de Castella-La Manxa. Es troba al cor de la "Serranía de Cuenca", que ocupa el nord-est de la província, posseeix una gran varietat de paisatges, així com una gran riquesa de flora i fauna. Al maig del 2007 es va declarar Parc Natural de la Serranía de Cuenca.

## Geografia i demografia
El municipi té una superfície de 69,80 km² i el seu clima és continental. Les coordenades geogràfiques de Valdemeca són: latitud, 37° 54′ N; longitud, 12° 30′ E, i altitud, 1321 m. La població de Valdemeca és de 132 habitants (2007). La densitat poblacional és d'1,89 habitants/km².

## Gastronomia
La seva gastronomia ve marcada per la ramaderia transhumant i la duresa del clima. En tota la "Serranía de Cuenca" són famosos plats com el morteruelo, l'all traginer (ajo arriero), la caldereta de xai, el gaspatxo de pastor, l'embotit d'orsa (xoriços, botifarrons, llom i costelles), les "gachas" i les molles "ruleras". La caça i la pesca aporten imaginatius plats amb el cérvol, el porc senglar i la truita de riu com a protagonistes. D'altra banda la gran varietat de bolets i fongs permet preparar saborosos plats.

## Flora

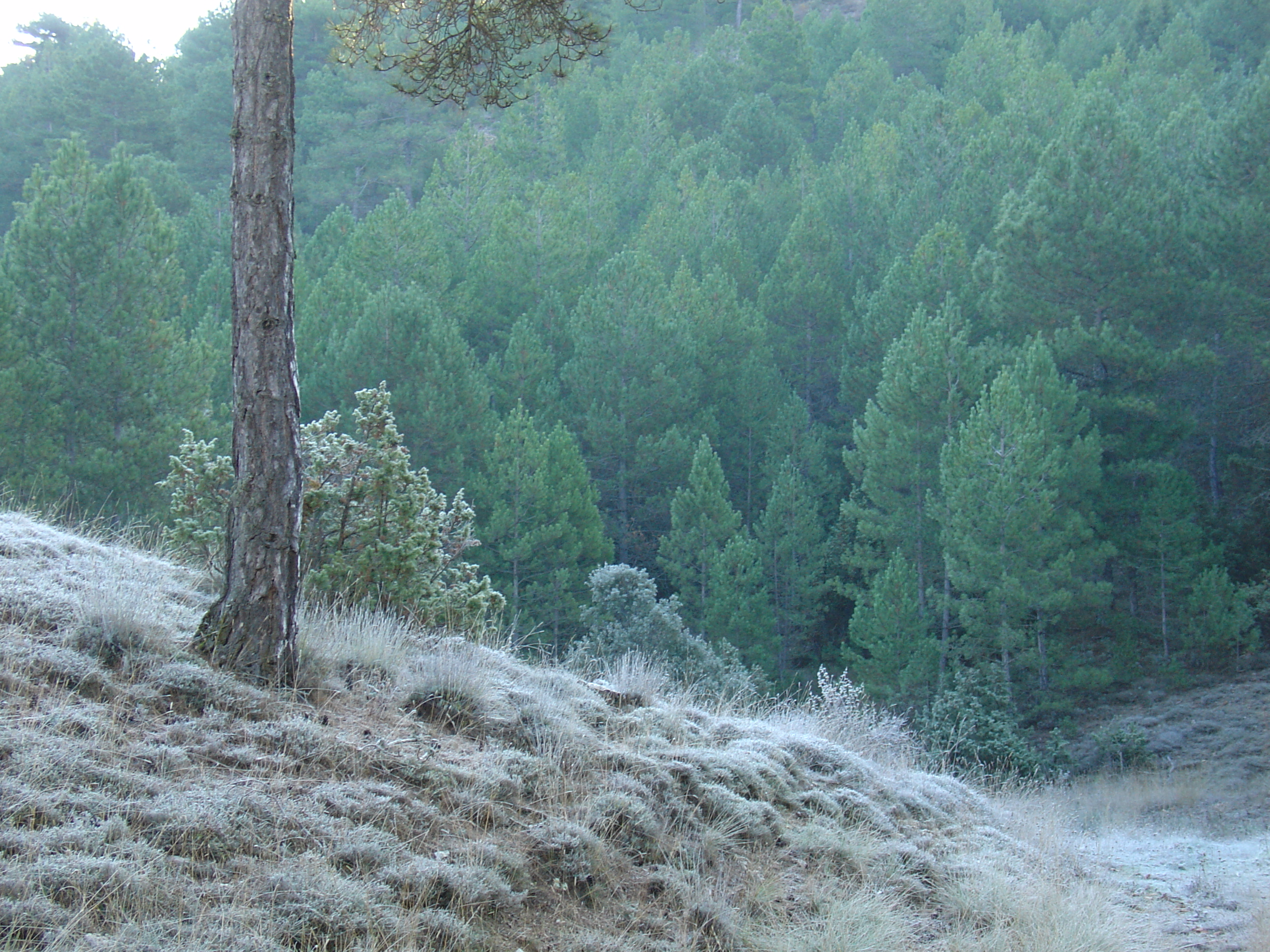
"Pinar niscalero" gelat a la Serra de Valdemeca.

El clima continental, l'orografia i l'altitud de la serra configuren diferents hàbitats-praderies, boscos i alta muntanya amb una vegetació variada i sorprenent. Si observem amb atenció podrem identificar interessants espècies d'arbres, arbustos i flors. Entre els arbres més significatius hi ha el pi roig (Pinus sylvestris), la pinassa (Pinus nigra), la savina (Juniperus thurifera), el teix (Taxus baccata), l'alzina (Quercus ilex), el roure blanc (Quercus petria). Hi ha un bon nombre de plantes medicinals: poliol i fonoll per l'aparell digestiu; xicoira per al fetge; vesc i dent de lleó per la circulació; farigola i camamilla pel sistema nerviós. Algunes espècies, com el grèvol, estan protegides i no es poden recol·lectar.

## Deus
Les deus de la serra són llocs que no es poden deixar de visitar, per les seves diverses formes artístiques i que tanmateix ajuden a saciar la set al seu pas, quan caminem per la serra visitant els més fantàstics i bells indrets de l'entorn. Valdemeca destaca no només per les sorprenents fonts que té, sinó per la quantitat d'aquestes, és un dels pobles d'Espanya que més fonts censades té. La recuperació de les deus és una de les principals activitats del voluntariat d'ecologistes, amb important aportació d'imaginació de Moises.